# Herrnröther- und Bornwaldswiesen von Sprendlingen
Das Naturschutzgebiet Herrnröther- und Bornwaldswiesen von Sprendlingen (NSG-Kennung 1438016) liegt im hessischen Landkreis Offenbach. Es umfasst einen rund 43,83 Hektar großen Waldbestand, der sich im Stadtgebiet von Dreieich befindet.

## Gebietsbeschreibung
Das  Naturschutzgebiet liegt östlich des Stadtteils Sprendlingen im Grenzbereich der Naturräume Untermainebene und Messeler Hügelland. Geschützt sind dort vorwiegend Feuchtwiesen mit Wassergreiskraut- und Pfeifengras-Gesellschaften, die extensiv genutzt werden. Außerdem umfasst das NSG Fragmente eines Kalk-Flachmoores und angrenzende Waldflächen. Im Randbereich besteht eine Streuobstwiese. Brutvögel sind unter anderem Neuntöter, Schwarzkehlchen, Nachtigall und Gartenrotschwanz. Die dortigen Vorkommen von Kiebitz und Bekassine sind seit Jahren erloschen; es wird nach Möglichkeiten gesucht, diese Arten wieder anzusiedeln.

## Schutzzweck
- Die Erhaltung von nährstoffarmen bis mesotrophen Wiesen mit Beständen des Großen Wiesenknopfs (Sanguisorba officinalis) und Kolonien der Wirtsameise Myrmica rubra. Die Beibehaltung oder Wiedereinführung einer den ökologischen Ansprüchen der Art förderlichen Bewirtschaftung der Wiesen, die sich an traditionellen Nutzungsformen orientiert und zur Erhaltung eines für die Habitate günstigen Nährstoffhaushaltes beiträgt,
- Erhaltung von Säumen und Brachen als Vernetzungsflächen